# Nordlig dyngbagge
Nordlig dyngbagge (Aphodius borealis) är en skalbaggsart som beskrevs av Leonard Gyllenhaal 1827. Nordlig dyngbagge ingår i släktet Aphodius, och familjen bladhorningar. Arten är reproducerande i Sverige.